# Ice Bowl
La finale du championnat NFL 1967 ou Ice Bowl est la 35e finale de la National Football League (NFL) joué au Lambeau Field à Green Bay, Wisconsin le 31 décembre 1967. La rencontre détermine l'équipe NFL qui va jouer le deuxième Super Bowl de l'histoire contre le vainqueur de l'American Football League (AFL). Le match oppose les champions de la conférence est, les Cowboys de Dallas et les vainqueurs de la conférence ouest, les Packers de Green Bay, double champions en titre. Il s'agit de la revanche de la finale NFL 1966. La rencontre est historique à plusieurs niveaux : elle oppose deux entraîneurs Vince Lombardi et Tom Landry, et, surtout elle est unique en raison des conditions météorologiques dans lesquelles cette finale est jouée. Avec -25 °C au coup d'envoi, Il fait si froid que les arbitres ne peuvent pas utiliser leurs sifflets métalliques et doivent arrêter le jeu au son de leurs voix.